# 行動経済学
行動経済学（こうどうけいざいがく、英: behavioral economics）とは、頑健かつ予測可能な形で確認されている行動科学的な知見を考慮することによって伝統的な経済学の理論を拡張させた経済学の一分野である。
行動経済学における行動（英: behavioral）という用語は「モデル上の主体について、伝統的な経済学の標準的仮定とは異なる仮定を前提にしている」という意味であり、日常的な意味の「行動」や心理学・社会学などにおける「行動」とは意味が異なる。
現代（1970年代後半以降）の行動経済学は主流派経済学の合理的選択理論の枠組みによって行動経済学が研究されており、1990年代以降の急速な発展を経て米国では既に主流派経済学の一部として扱われるようになった結果として、21世紀に入ってからはノーベル経済学賞受賞者やジョン・ベイツ・クラーク賞受賞者を輩出している。
マシュー・ラビン（2001年ジョン・ベイツ・クラーク賞受賞者）等の専門家が強調しているように、行動経済学（国際的に標準とされている行動経済学）はあくまでも伝統的な経済学の数学的枠組みの範囲で研究されており、伝統的な経済学を代替したり一新・排斥したりするものではない。

## 行動経済学の歴史と潮流
歴史的には、行動経済学 (behavioral economics) という分野名は1950～1960年代の「完全合理的な主体」との対比として用いられた"behavioral model" (Simon 1955) や"behavioral theory" (Katona 1968) 等の用語に由来しており、リチャード・セイラー（2017年ノーベル経済学賞受賞者）が1980年代後半にJournal of Economic Perspectives誌上に連載した一連の記事を通じて広く普及した。しかし現代（1970年代後半以降）の行動経済学は主流派経済学の合理的選択理論の枠組みによって行動経済学が研究されており、1990年代以降の急速な発展を経て米国では既に主流派経済学の一部として扱われるようになった結果として、その先駆的研究者であるダニエル・カーネマンは2002年にノーベル経済学賞を受賞している。
マシュー・ラビンはアメリカ経済学会年次大会（American Economic Association）の研究者向け教育プログラムおよび実験経済学会（Economic Science Association）の基調講演において、行動経済学の歴史を以下の３つの潮流として分類している：
1. 第1の潮流は、経済学的に重要なバイアスを発見し、経済学的な重要性を明らかにした上で、それがどのような心理学的事実に基づくのかを同定することである。この潮流における主要な研究者として、室岡 (2023)はダニエル・カーネマン、エイモス・トベルスキー、リチャード・セイラー、ジョージ・ローウェンシュタイン（英語版）、コリン・キャメラー（英語版）の5名を挙げている[29]。
2. 第2の潮流は、上記（第1の潮流）で発見されたバイアスを伝統的な経済学の理論を拡張することによって定式化し、それが実証可能かどうかを分析することである。室岡 (2023)は「第1の潮流」に貢献したダニエル・カーネマンとアモス・トゥバスキーの2名に加えて「第2の潮流」の主要な研究者としてマシュー・ラビンとデヴィッド・レイブソン（英語版）の2名を挙げている[30]。この「第2の潮流」については本記事内の「行動経済学の理論の例」の節を参照。
3. 第3の潮流は、上記（第2の潮流）で定式化された「行動経済理論」を伝統的な経済学の各分野に応用することである。室岡 (2023)は「現在活躍している研究者の大半は、ここに分類されるであろう」と述べている[30]。「第3の潮流」の顕著な例としては、2018年から2019年にかけて刊行されたHandbook of Behavioral Economicsのシリーズのうち、過半数の章がファイナンス、産業組織論、健康・医療経済学と言いった各分野に行動経済学を応用した研究のサーベイ論文であった[30]。この「第3の潮流」については本記事内の「行動経済学の応用」の節を参照。

## 行動経済学の理論の例
伝統的な経済学が採用していた理論的仮定は、(1)定常な時間選好に基づいて割り引かれた総効用を最大化すべく各期において行動すると説明できるような効用関数が存在する、(2)効用の期待値を最大化するかのように行動すると説明できるような効用関数が存在する、(3)自身の利得に関連することのみに関心を払うという意味で利己的である、(4)ベイズ主義的に推論する、(5)他人の行動について合理的に推論する、といった特徴を持つ。
これに対して、行動経済学では上記の仮定に反するような行動科学的事実を根拠として、上記の仮定とは異なる数学的仮定の下での最適化問題として個人の行動を説明する。

### 時間選好
行動経済学において、異時点間選択に関するトピックは時間選好 (英: time preference) と呼ばれる。非行動経済学（伝統的な経済学）では、異時点間の選択はしばしば
{\displaystyle \max _{\bf {{x}\in \mathbb {R} ^{\infty }}}\sum _{\tau =t}^{\infty }\delta ^{\tau -t}u(x_{\tau })}
という最適化問題として表現される。このような異時点間選択のモデルは指数割引モデル (英: exponential discounting model) あるいは単に割引モデル (英: discounting model) と呼ばれる。伝統的な経済学において上式の{\displaystyle \delta }は意思決定者の忍耐強さを表す0以上1以下の変数であり、{\displaystyle \delta }が1に近いほど意思決定者は将来の効用を重視すると解釈される。
これに対して行動経済学における重要なモデルである準双曲割引モデル (英: quasi-hyperbolic discounting model、{\displaystyle \beta }-{\displaystyle \delta }モデルとも呼ばれる) では
{\displaystyle \max _{\bf {{x}\in \mathbb {R} ^{\infty }}}\left[u(x_{t})+\beta \sum _{\tau =t+1}^{\infty }\delta ^{\tau -t}u(x_{\tau })\right]}
という最適化問題によって個人の異時点間選択が説明される。
準双曲割引モデルは現在バイアス (英: present bias) と呼ばれる行動科学的事実を経済学の枠組みで説明するためにPhelps & Pollak (1968)によって導入され、Laibson (1997)がその政策的な重要性を明らかにしたことによって普及しており、2000年代に入ってから林貴志によって公理論的な基礎付けがされている。
時間選好に関する話題としては、行動経済学では現在バイアスの他に、投影バイアス (英: projection bias)、マグニチュード効果 (英: magnitude effect)、符号効果 (英: sign effect)、中毒 (英: addiction)などの行動科学的事実が理論的に定式化されている。

### リスク選好
伝統的な経済学において、確率を既知とする不確実性のことを「リスク」と呼ぶが、行動経済学においてリスクのある状況での意思決定に関するトピックはリスク選好  (英: risk preferences) と呼ばれる。
非行動経済学（伝統的な経済学）では、リスクの下での選択はしばしば
{\displaystyle \max _{p\in \Delta (X)}\mathbb {E} _{p}[u(x)]}
という最適化問題として表現される。上の数式は、意思決定者がベルヌーイ効用関数と呼ばれる関数{\displaystyle u:X\to \mathbb {R} }を最大化するように確率分布（クジ）を選択すると説明できるような関数{\displaystyle u:X\to \mathbb {R} }が存在することを意味しており、この理論は期待効用理論  (英: expected utility theory) と呼ばれ、ジョン・フォン・ノイマンとオスカー・モルゲンシュテルンの共著書『ゲームの理論と経済行動』(Theory of Games and Economic Behavior) の第2版（1947年）において提案・公理化されている。
期待効用理論に反する行動科学的事実としてアレのパラドックスやゼックハウザーのパラドックス等に見られる確実性効果 (英: certainty effect) が知られており、そうした行動科学的事実を経済学の枠組みで説明するための行動経済学の理論としてプロスペクト理論がある。
初期のプロスペクト理論では参照点依存 (英: reference dependence)、損失回避 (英: loss aversion)、感応度逓減(英: diminishing sensitivity)、確率荷重(英: probability weighting) の行動科学的事実を反映しており、特にKahneman & Tversky (1979)では選択の前段階として編集(英: editing) という段階を導入していた。プロスペクト理論では後述の価値関数{\displaystyle \mu :\mathbb {R} \to \mathbb {R} }および確率荷重関数{\displaystyle \pi :[0,1]\to [0,1]}を導入して、意思決定者が
{\displaystyle \max _{p\in \Delta (X)}\mathbb {E} _{\pi (p)}[u(x)+\mu (x-r)]}
を最大化すると仮定される。
プロスペクト理論における参照点依存や損失回避では、期待効用理論におけるベルヌーイ効用関数（上の期待効用理論の式の{\displaystyle u:\mathbb {R} \to \mathbb {R} }の部分）とは別に、価値関数{\displaystyle \mu :\mathbb {R} \to \mathbb {R} }が導入される。プロスペクト理論の価値関数の性質について、Bowman, Minehart & Rabin (1999)は以下のように整理している。
- 価値関数の仮定1. {\displaystyle \mu (a)}は任意の{\displaystyle a\in \mathbb {R} }について連続、{\displaystyle a\neq 0}において2階微分可能かつ{\displaystyle \mu (0)=0}である。
- 価値関数の仮定2. {\displaystyle \mu (a)}は任意の{\displaystyle a\in \mathbb {R} }について厳密な増加関数である。
- 価値関数の仮定3. 任意の{\displaystyle b>a>0}に対して{\displaystyle \mu (b)+\mu (-b)<\mu (a)+\mu (-a)}が成り立つ。
- 価値関数の仮定4. {\displaystyle \displaystyle \lim _{a\to 0+}{\frac {\mu '(-a)}{\mu '(a)}}=\lambda >1}である。
- 価値関数の仮定5. 任意の {\displaystyle a>0} に対して {\displaystyle \mu ''(a)\leq 0} かつ任意の {\displaystyle a<0} に対して {\displaystyle \mu ''(a)\geq 0} が成り立つ。

プロスペクト理論における確率荷重では、確率{\displaystyle p}に対して確率荷重関数{\displaystyle \pi (p)}による重みづけが行なわれるが、ドラゼン・プレレクは確率荷重関数に関する性質を以下のように整理している。
- 確率荷重関数の仮定1. {\displaystyle \pi (p)}は連続勝厳密な増加関数であり、{\displaystyle \pi (0)=0}かつ{\displaystyle \pi (1)=1}が成り立つ。
- 確率荷重関数の仮定2. ある{\displaystyle {\overline {p}}}が存在し、{\displaystyle p<{\overline {p}}}なる点{\displaystyle p}については確率荷重関数は凹関数、{\displaystyle p>{\overline {p}}}なる点{\displaystyle p}については確率荷重関数は凸関数である。
- 確率荷重関数の仮定3. {\displaystyle \pi (p)=p}となる{\displaystyle p\in (0,1)}なる点は{\displaystyle p={\frac {1}{3}}}の周辺に1つのみ存在する（非対称性の仮定）。

任意の{\displaystyle b>a>0}に対して{\displaystyle \mu (b)+\mu (-b)<\mu (a)+\mu (-a)}が成り立つ。
- 確率荷重関数の仮定4. 0に十分近い{\displaystyle p}については{\displaystyle \pi (p)>p}であり、1に十分近い{\displaystyle p}については{\displaystyle \pi (p)<p}が成り立つ。
- 確率荷重関数の仮定5. 任意の{\displaystyle p\in (0,1)}について{\displaystyle \pi (p)+\pi (1-p)<1}が成り立つ。

プロスペクト理論に提唱者であるダニエル・カーネマンとエイモス・トベルスキー自身によって公理論的な基礎付けが行われている。
リスク選好に関する話題としては、損失回避や確率荷重の他に、後悔回避 (英: regret aversion) などの行動科学的事実が行動経済学的に研究されており、期待効用理論を拡張した理論としてランク依存効用理論 (英: rank-dependent utility theory) や後悔理論 (英: regret theory) などが構築されている。

### 社会的選好
非行動経済学（伝統的な経済学）では、分析の簡単化のために、意思決定者は自分自身の帰結のみに関心があると仮定されることが多く、このような仮定は利己性 (英: selfishness) と呼ばれる。この仮定は選好関係や効用関数の定義域が意思決定者自身の帰結やそれに派生する要素の集合であることを意味している。
これに対して行動経済学では、選好関係や効用関数の定義域に他者の帰結、社会的イメージ、自己イメージ、そのときどきの気分などを考慮することがあり、そのような選好は社会的選好 (英: social preferences) あるいは他者考慮選好 (英: other-regarding preferences) と呼ばれる。大垣 & 田中 (2018)は社会的選好モデルをインテンション・ベースト社会的選好 (英: intention-based social preferences) とタイプ依存社会的選好 (英: type dependent social preferences) とアウトカム・ベースト社会的選好 (英: outcome-based social preferences) の3種類に分類している。
行動経済学の社会的選好において最も応用されているモデルはFehr & Schmidt (1999)による不平等回避 (英: inequity aversion) のモデルである。伝統的な経済学の利己性の下で意思決定者（プレイヤー1）が利得{\displaystyle x_{1}\in \mathbb {R} }を最大化するとすれば、Fehr & Schmidt (1999)のモデルでは意思決定者は
{\displaystyle U({\bf {x}})=x_{1}-\alpha _{1}{\frac {1}{n-1}}\sum _{j\neq 1}\max\{x_{1}-x_{j},0\}-\beta _{1}{\frac {1}{n-1}}\sum _{j\neq 1}\max\{x_{j}-x_{1},0\}}
を最大化するような選択肢{\displaystyle {\bf {x}}\in \mathbb {R} ^{n}}を選ぶと仮定される。
上式において{\displaystyle \alpha _{1}}は相手が自分よりも得をしている時の感情の度合いを表し、{\displaystyle \beta _{1}}は相手が自分よりも損をしている時の感情の度合いを表すパラメータである。

## 行動経済学の応用
行動経済学は伝統的な経済学と同様に経済学の各分野に応用されており、伝統的な経済学の枠組みを活かして新たな厚生的含意が得られている。室岡健志は、行動経済学の応用としてはファイナンス、産業組織論（消費者保護政策やマーケティング等）、健康・医療経済学の3分野への応用研究が特に多いと述べている。

### 行動産業組織論（消費者保護政策やマーケティング）
ナイーブな現在バイアスを数学的に定式化した(O'donoghue & Rabin 1999)のモデルは従来の経済学には無い厚生的含意を持つため、2000年代以降の産業組織論に応用されている。

## 行動経済学とは何ではないか

### 行動経済学は「行動を対象とする経済学」ではない
現代において経済学 (economics) の定義や特徴は「経済を対象とする学問」ではなく、対象が政治、経営、法律、医療、宗教、スポーツなどであろうと特定の方法論に従ってさえいればそれは経済学であり、経済学は個別の分析対象からは切り離すことが可能な学問である。この経済学の方法論に「行動」が関わっているが故に「行動経済学」という分野名を文字通り解釈すると経済学のほぼ全域が「行動経済学」になってしまうため、「行動を対象とする経済学」として行動経済学を定義したり特徴づけたりすることは誤っている。行動経済学における「行動」は通常の意味での「行動」とは異なり、「モデル上の主体が標準的な仮定とは異なる仮定で動いている」ことを示す専門用語である。森 (2023)は「この意味での『行動』という単語を理解するためには，経済学におけるモデルとは何か，標準的な仮定とは何か，といったことを理解しておかなければならず，わかりづらい名称である。」と述べている。

### 行動経済学は「非合理的な行動を対象とする経済学」ではない
ダニエル・カーネマンのノーベル賞受賞の主要理由となったプロスペクト理論を始めとする行動経済学の理論は、主流派経済学の合理性の定義を満たしている。一方で、心理学者や行動経済学以外の分野の経済学者の中には、行動経済学の研究対象を「非合理的な行動」と説明している者がいる。しかし、行動経済学はむしろ人間の行動を合理的に記述・予測する分野である。
ある行動が（経済学的な意味で）合理的か否かを明確に判断すること自体が困難であるため、「行動経済学は非合理的な行動を扱っている」と説明・定義することは不適切であると考えられる。

### 行動経済学は心理学ではない
行動経済学はしばしば心理学と混同されるが、経済学者が心理学的な現象を扱っているからといってそれは行動経済学とは限らない。例えばゲーリー・ベッカー（1992年ノーベル経済学賞受賞者）は1950年代から1960年代に掛けて差別や犯罪などを経済学的に分析しており、社会心理学的な含意を持つ研究もあったものの、ベッカーの研究は伝統的な経済学の「標準的な仮定」を前提に行われており、行動経済学とはみなされない。このように「ある研究が行動経済学かどうか」の判断基準は伝統的な経済学の「標準的な仮定」が前提とされているかどうかであり、研究対象そのものとは関係がない。

### 行動経済学は実験経済学ではない
行動経済学と混同されることの多い分野として実験経済学 (experimental economics) が挙げられる。しかし、行動経済学がモデルや仮説の選択に関する学問分類であるのに対して実験経済学はデータ生成の手法に関する学問分類であるという点で、両者はカテゴリーが全く異なる分野である。
実験経済学が理論経済学や実証経済学と同様に手法によって分類される学問領域あるいは計量経済学と同様に手法それ自体を研究する学問分類だとすれば、行動経済学は情報経済学と同様にモデルにおける仮説の種類によって分類される学問領域である。情報経済学が「情報の非対称性」という観点から伝統的な経済理論を拡張することによって経済学に新たな知見や含意をもたらしたのと同様に、行動経済学は「人の心理」という観点から伝統的な経済理論を拡張している。